# Veszprém KC
ONE Veszprém KC er et ungarsk herrehåndboldhold fra Veszprém. Holdet er et af det bedste hold i Europa og spiller i Nemzeti Bajnokság I pr. 2025 og i herrernes EHF Champions League.
Holdet er også det mest succesrige hold i Ungarn, og har vundet det ungarske mesterskab (Nemzeti Bajnokság I) hele 28 gange og den ungarske pokalturnering på 31 gange. Veszprém har også vundet den regionale SEHA-liga 5 gange. Samtidig er de en af tre ungarske klubber, til at have et stort europæisk trofæ, senest i 2008, da de slog tyske Rhein-Neckar Löwen og vandt EHF Cup Winners' Cup. Holdet har dog stadig til gode at vinde EHF Champions League, til trods for at have nået finalen fire gange.
Af danske spillere i klubben tæller Rasmus Lauge, René Toft Hansen og Nikolaj Markussen foruden Mike Jensen der spiller i klubben på nuværende tidspunkt.

## Resultater
Nemzeti Bajnokság I:
- Guld (28): 1985, 1986, 1991–92, 1992–93, 1993–94, 1994–95, 1996–97, 1997–98, 1998–99, 2000–01, 2001–02, 2002–03, 2003–04, 2004–05, 2005–06, 2007–08, 2008–09, 2009–10, 2010–11, 2011–12, 2012–13, 2013–14, 2014–15, 2015–16, 2016–17, 2018–19, 2022–23, 2023–24
- Sølv (12): 1981, 1983, 1987, 1989, 1990, 1991, 1996, 2000, 2007, 2018, 2021, 2022
- Bronze (2): 1982, 1984

Magyar Kupa:
- Guld (31): 1984, 1988, 1988–89, 1989–90, 1990–91, 1991–92, 1993–94, 1994–95, 1995–96, 1997–98, 1998–99, 1999–00, 2001–02, 2002–03, 2003–04, 2004–05, 2006–07, 2008–09, 2009–10, 2010–11, 2011–12, 2012–13, 2013–14, 2014–15, 2015–16, 2016–17, 2017–18, 2020–21, 2021–22, 2022–23, 2023–24,
- Sølv (10): 1982, 1983 dec., 1986, 1987, 1992–93, 1996–97, 2000–01, 2005–06, 2007–08, 2018–19
- Bronze (2): 1981, 1983

EHF Champions League:
- Finalist (4): 2001–02, 2014–15, 2015–16, 2018–19

EHF Cup Winners' Cup:
- Vinder (2): 1991–92, 2007–08
- Finalist (2): 1992–93, 1996–97

IHF Super Globe:
- Vinder (1): 2024
- Finalist (1): 2015

## Spillertruppen 2024-2025
| Målvogtere - 12 Rodrigo Corrales - 20 Mike Jensen Venstre fløje - 09 Hugo Descat - 21 Bjarki Már Elísson Højre fløje - 24 Gašper Marguč - 55 Mikita Vailupau - 34 Bálint Végh Stregspiller - 02 Nikola Grahovac - 46 Dragan Pechmalbec - 89 Ludovic Fabregas | Venstre back - 23 Patrik Ligetvári - 44 Aron Pálmarsson - 99 Sergej Kosorotov Playmaker - 25 Luka Cindrić - 39 Yehia El-Deraa - 88 Agustín Casado Højre back - 17 Lukas Sandell - 29 Nedim Remili - 98 Barna János Dániel |